# Lan Na

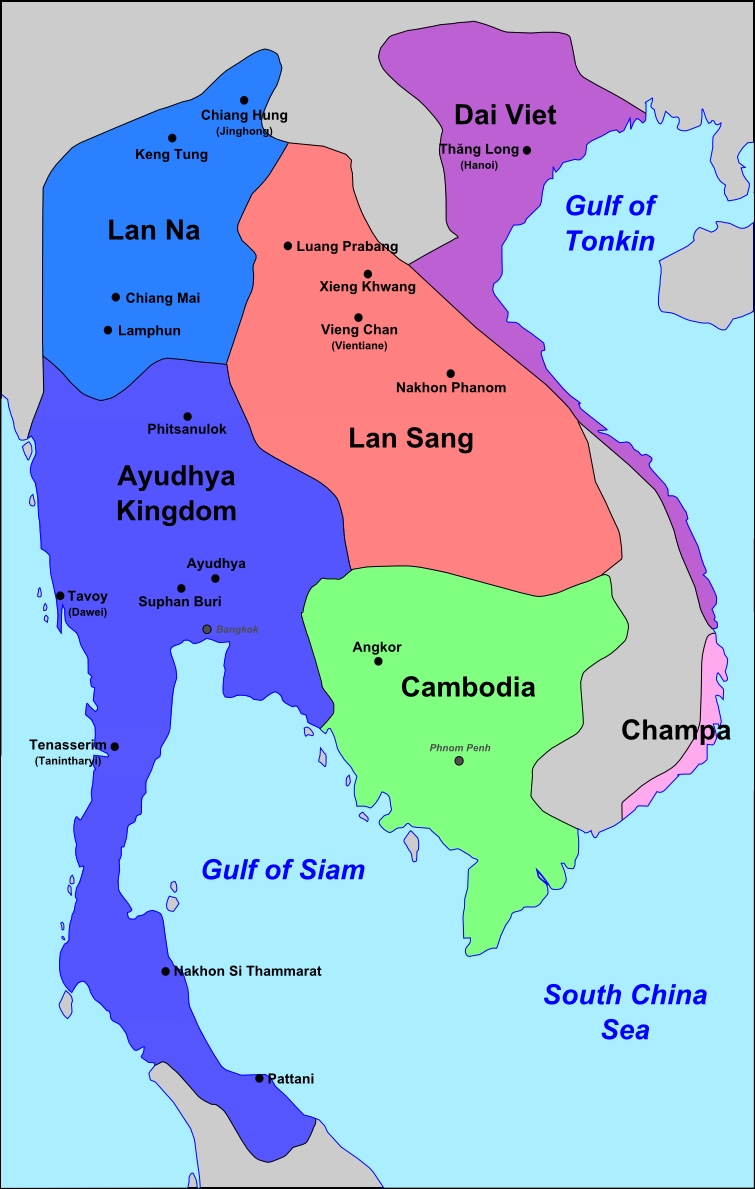
Einflusszonen Lan Nas und seiner Nachbarn um 1540

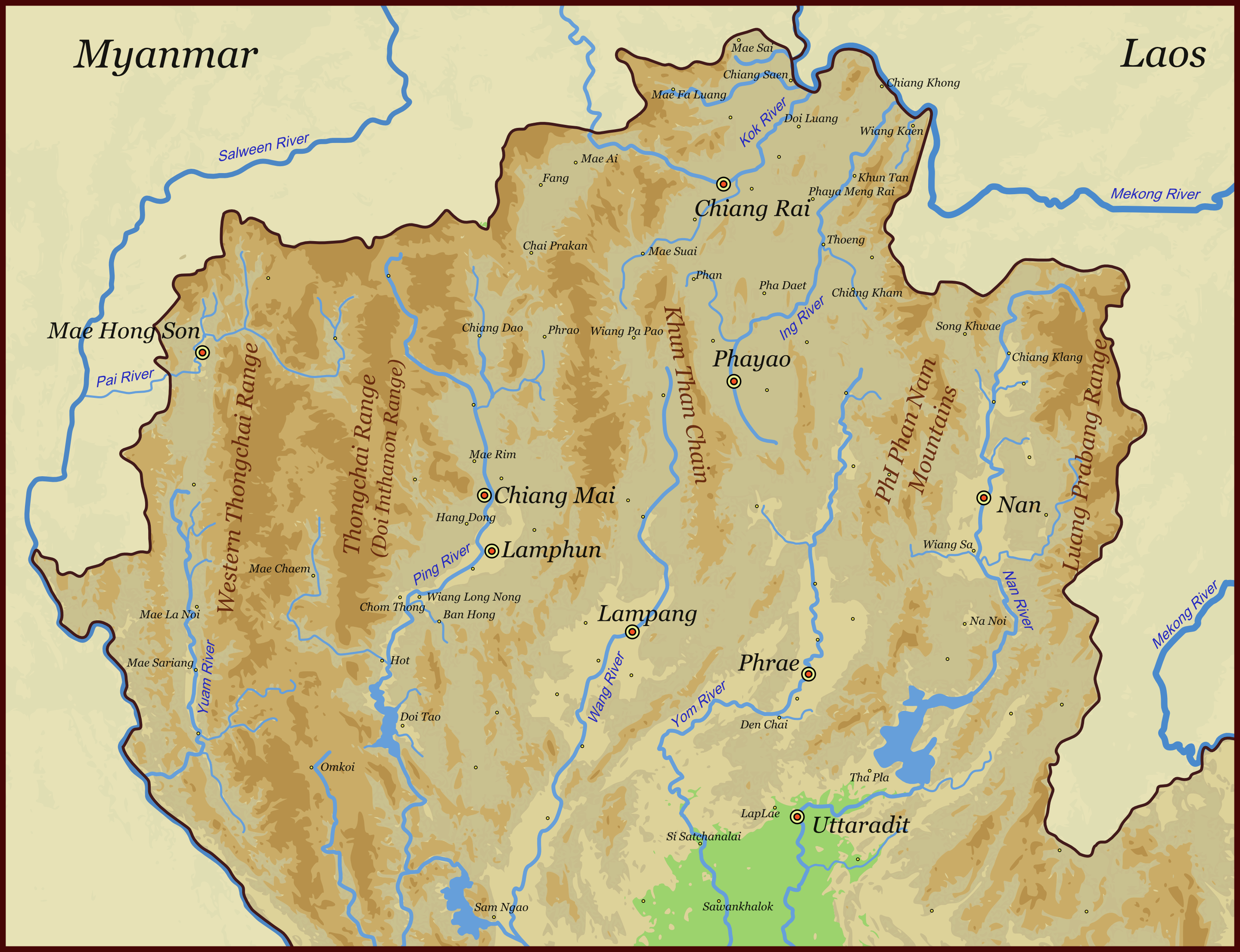
Nordthailand und seine Hauptorte

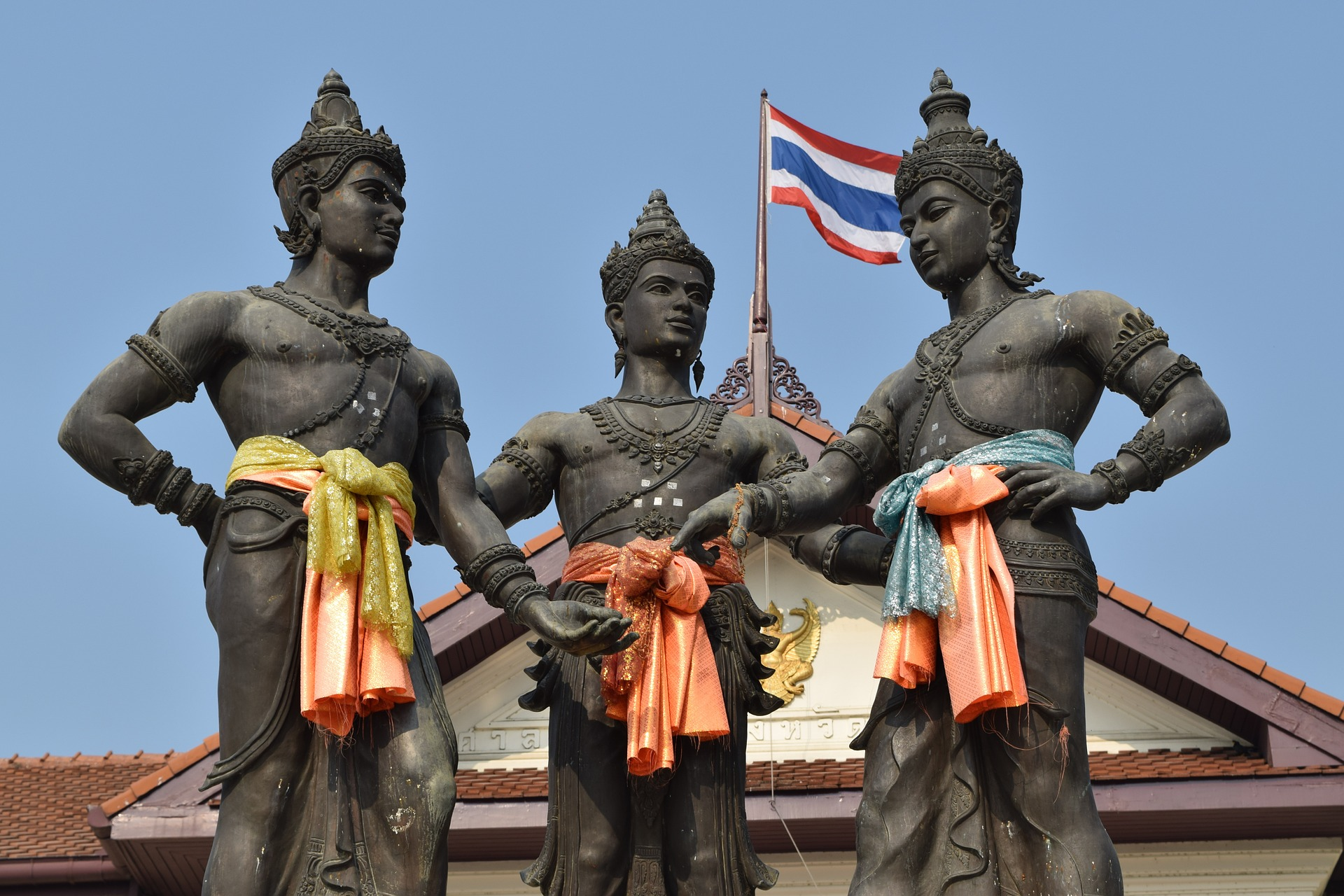
Das Dreikönigsdenkmal in Chiang Mai (v.l.: Ngam Mueang von Phayao, Mangrai von Lan Na und Ramkhamhaeng von Sukhothai)

Lan Na (Thai ล้านนา, Land der Millionen (Reis-)Felder, eigentlich Lan Na Thai oder Lannathai) war ein Königreich (oder eine Föderation von abhängigen Fürstentümern) der Tai Yuan in Nord-Thailand. Sein Zentrum war das heutige Chiang Mai.
Lan Na wurde vermutlich im 13. Jahrhundert gegründet und erlebte seine Blütezeit im 15. Jahrhundert. Auf dem Höhepunkt seiner Macht gehörten zu seinem Einflussbereich auch Gebiete, die heute in der südchinesischen Provinz Yunnan, im Nordosten Myanmars und in Laos liegen. 1558 geriet es in Abhängigkeit von Birma. Während des 17. Jahrhunderts wechselten mehrfach Phasen der Unabhängigkeit mit solchen der Oberhoheit Birmas oder Ayutthayas. 
1774 geriet Lan Na endgültig unter die Suzeränität von Siam, dem heutigen Thailand. Es blieb aber noch bis 1874 weitgehend autonom. Dann entsandte Bangkok einen Hochkommissar nach Chiang Mai, der zunächst nur eine beratende Funktion hatte, in den folgenden Jahren aber nach und nach die Entscheidungsfreiheit der lokalen Elite beschnitt. Die Integration in den siamesischen Zentralstaat kulminierte 1899 mit der Schaffung des Monthon Phayap. Der nur noch zeremonielle Titel des Fürsten von Chiang Mai wurde 1939 nicht mehr vergeben.
Lan Na hatte eine eigene Sprache und Schrift. Seine Bevölkerung wurde bis ins 19. Jahrhundert entweder als eigene Ethnie (Yuan) oder als Lao betrachtet, nicht aber als eigentliche Siamesen. Bis heute gibt es kulturelle, sprachliche und politische Unterschiede zu Zentralthailand.

## Legenden der Frühzeit
Der Legende nach wurde 638 (oder 650) eine Gottheit auf dem Berg Doi Tung (Amphoe Chiang Saen, Provinz Chiang Rai) geboren, die man Luachonkarat (Lavacakrarat) nannte und der "erste Souverän der Laoten war". In dem um 700 errichteten Chedi auf dem Doi Tung sollen sich Reliquien des Buddha befinden. Gemäß lokalen Chroniken gründete Khun Borom die Stadt Muong Theng (heute Mang Thin bei Dien Bien Phu in Vietnam) und seine Söhne gründeten anschließend die bedeutenden Städte Xieng Khuang (auf der Ebene der Steinkrüge in Laos, im Jahr 698), Luang Phrabang (die Hauptstadt des Reiches Lan Chang, 737) sowie Chiang Saen (773).
Prinz Singhonawat, der Gründer von Chiang Saen, soll dort mit 100.000 Menschen angekommen sein und die Khmer von dort verdrängt haben. Da ihm angeblich eine Naga namens Bandhu zur Seite gestanden hatte, wurde die erste Hauptstadt verschiedentlich Yonokanagara, Yonoka Nagabandhunagara oder Bandhusinghanati Nagara genannt. Yonok könnte sogar bereits eher existiert haben und wurde dann Jayasena oder Siam Ban (Vien Siam) genannt. Ein solches Reich hatte 625 eine Botschaftsdelegation an den Tang-Herrscher in China gesandt.
Die Chroniken berichten weiter, dass im 9. Jahrhundert König Brahmakumara (Brahmakuman) die Khmer aus dem Norden vertrieben haben soll. Wahrscheinlich waren nicht sehr viele Khmer im Norden des heutigen Thailands, wenn man von den heutigen Verwandten, den Lawa, absieht. Es gab allerdings Angriffe der Khom, wahrscheinlich auf Chiang Tung (Keng Tung), und diese konnten Chiang Saen zwischen 1080 und 1099 beherrschen.
Bereits vorher beeinflussten geotektonische Vorgänge den Lauf der Geschichte im Norden des heutigen Thailand und Laos. Während der Regierungszeit von König Mahachai sorgte ein großes Erdbeben für das Entstehen eines größeren Sees zwischen dem Mekong und dem Kok-Fluss, der sich auch über die Gegend des heutigen Chiang Saen erstreckte und ein paar hundert Jahre anhielt. Ein Vorgänger des späteren Gründers von Lan Na baute Nagabandhunagara um das Jahr 937 wieder auf, allerdings etwas nördlich des Mekong, und nannte die neue Siedlung Ngoen Yang. Die Ruinen des heutigen Chiang Saen können allerdings nur bis in die Zeit von Mangrai zurückverfolgt werden.
Chinesische Chroniken wiederum berichten von König Piao Zhen (oder Bazhen), der 1180 Jinglong gründete, das später wohl Cheli und dann Chiang Rung hieß. Aber auch diese Quellen sind der Legende zuzuordnen, als man dort von mehr als 8 Millionen Einwohnern und 9.000 Weißen Elefanten spricht. Der Kaiser auf dem chinesischen Himmelsthron proklamierte Bazhen zum König über Jiujiang, ein Gebiet, das Lanna, Mengjia und Manglao einschloss (Lanna, Nanzhang oder Yingzhan sowie Laos). Die Geschichte des Khun Borom scheint sich hier wiederholt zu haben, denn die vier Söhne Bazhens herrschten über vier wichtige Reiche und gründeten neue Dynastien: Lanna, Menjia, Menglao und Jinglong. Dabei wird eine Stadt Wen Chan oder Vien Chang erwähnt, die an das heutige Vientiane erinnert.

## Historisch belegbare Ereignisse

### Gründung und Blütezeit

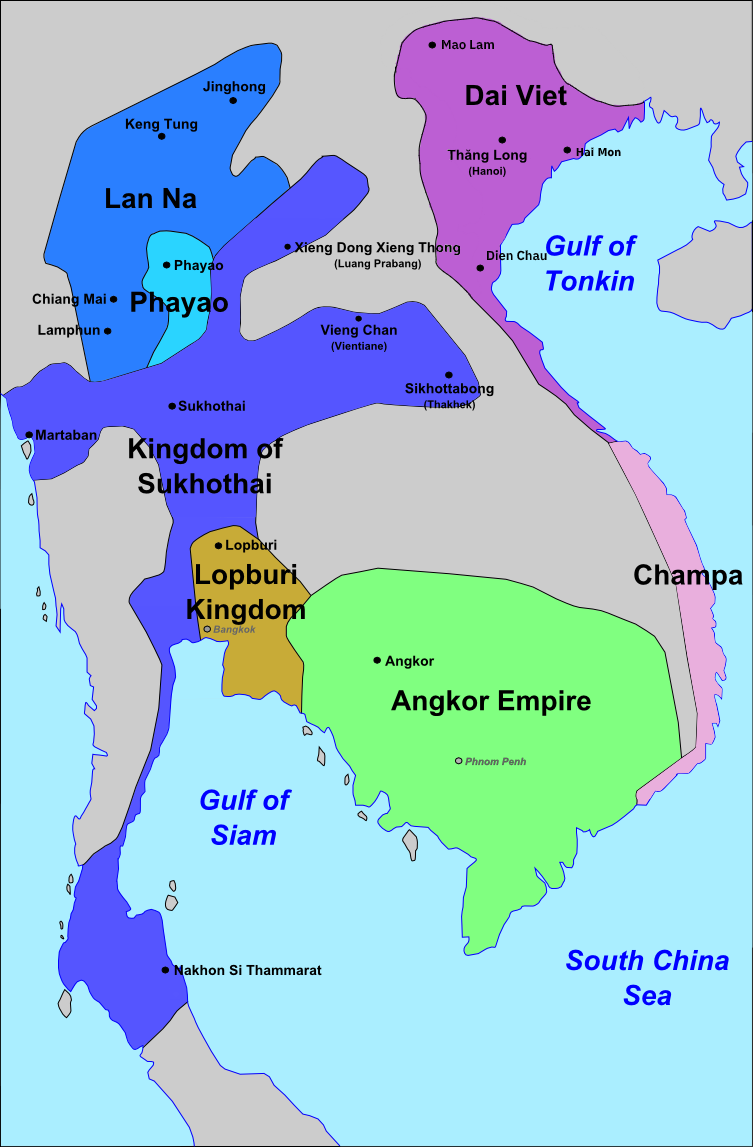
Lan Na und seine Nachbarn Ende des 13. Jahrhunderts

Lan Na wurde durch König Mangrai im 13. Jahrhundert gegründet. Er erweiterte sein Einflussgebiet, indem er im Süden die Mon und die Dvaravati-Fürsten um Lampang und Lamphun zurückdrängte. 1262 gründete er eine neue Stadt und benannte sie nach sich selbst Chiang Rai, die zugleich seine neue Hauptstadt wurde. Er konnte binnen kurzer Zeit zahlreiche Mueang (Stadtstaaten oder Fürstentümer) im Norden unter seiner Führung vereinigen und annektierte 1292 sogar das Mon-Königreich Hariphunchai (die Gegend um das heutige Lamphun). 1296 verlegte er seine Hauptstadt mit Hilfe von Ngam Mueang von Phayao und Ramkhamhaeng von Sukhothai in den Süden nach Chiang Mai und legte gleichzeitig die Basis für ein neues Königreich, nachdem er seinen Vater als Anführer des Stadtstaates Ngoen Yang beerbt hatte.
Die goldene Zeit Lan Nas war im 15. Jahrhundert während der Regierung von König Tilokarat (1441–1487). Unter diesem König wurde 1477 der achte buddhistische Kongress in Chiang Mai abgehalten, der zum besseren Verständnis der Schriften beitragen sollte. Das unabhängige Königreich Nan der Tai Lue wurde 1449 in Lan Na integriert. Nachdem sich das Thai-Königreich Ayutthaya Sukhothai einverleibt hatte, ging es weiter nach Norden vor und verwickelte auch Lan Na in Kämpfe.

### Birmanische Oberherrschaft
Infolge seiner Lage zwischen den oft im Streit liegenden Reichen von Birma und Siam befand sich Lan Na auch später in ständigen Konflikten mit seinen Nachbarn, wurde mal von dem einen, mal von dem anderen beherrscht (Mandala-Modell). Zu Beginn des 16. Jahrhunderts gab es erste interne Konflikte in Lan Na, die sich nach dem Tode von König Phraya Kaeo noch verschlimmerten. Thronfolgekriege brachen auf, Könige wurden meuchlings ermordet oder mussten abdanken. Diese politische Instabilität rief die Nachbarn auf den Plan, die auf eine Gelegenheit zur Invasion warteten. Zuerst ergriffen die Birmanen die Initiative und eroberten 1558 schließlich das Königreich, das daraufhin ein Vasall Birmas wurde und somit seine Unabhängigkeit verlor. Das Königreich zerfiel in der Folge in die alten Stadtstaaten (Mueang), u. a. Nan, Phayao, Phrae und Khelang, die mehr oder weniger unabhängig agieren konnten, weil die Birmanen interne Streitigkeiten hatten. Nachdem die Dynastie Mangrais 1578 ausgestorben war, sandten die Birmanen eigene Prinzen als Führer von Lan Na. Sie behielten bis zum Jahr 1774 die Macht in Lan Na, kurze Perioden ausgeschlossen, doch konnten sie nicht verhindern, dass sich einige Mueangs unabhängig erklärten:
- Nan (1595)
- Chiang Rai (1600)
- Lampang (1614)
- Chiang Khong (1624)

Ayutthaya wurde ebenfalls von den Birmanen erobert, konnte sich aber unter König Naresuan dem Großen wieder unabhängig machen und nicht nur sein Territorium zurückerobern, sondern weitere Gebiete dazugewinnen. 1599 wurde schließlich auch Lan Na Teil des Königreiches von Ayutthaya, allerdings nur für kurze Zeit. Auch die Eroberung Chiang Mais durch König Narai den Großen 1662 blieb nur von kurzer Dauer. Anfang des 17. Jahrhunderts teilten die Birmanen Lan Na in einen nördlichen und einen südlichen Teil auf. Der nördliche Teil wurde von Chiang Saen beherrscht, während der südliche von Chiang Mai aus geführt wurde. Chiang Saen war praktisch von Birma annektiert, während der südliche Teil als Vasall gehalten wurde.

### Siamesische Oberherrschaft
Nachdem Ayutthaya 1767 von den Birmanen vollständig zerstört worden war, trieb König Taksin sie erneut aus dem siamesischen Reich hinaus. Anschließend unterstützte er den Führer von Chiang Mai, Phraya Chaban, und den König von Lampang, Kawila, bei der Vertreibung der Birmanen. In der Nacht zum 14. Februar 1774 fiel Chiang Mai endgültig an die Siamesen. Die späteren Lan Na-Könige waren nur noch Provinzfürsten. Chaban regierte als erster Fürst-Gouverneur von Chiang Mai, und Kawila wurde der erste Fürst-Gouverneur von Lampang. Die weiteren Fürstentümer auf dem Gebiet Lan Nas waren Nan, Phrae und Lamphun. Chiang Mai war jedoch weiterhin das bedeutendste und hatte eine Vorrangstellung gegenüber den anderen nördlichen Fürstentümern.
In dem schalenförmigen Modell gestufter Einflussnahme der Zentralgewalt in Bangkok während der frühen Rattanakosin-Zeit (ab 1782) hatten Chiang Mai und Nan einen hohen, wenn auch nicht den höchsten Grad an Autonomie. Sie mussten recht hohen Tribut entrichten, Soldaten und Arbeitskräfte für öffentliche Bauprojekte stellen. Teilweise waren sie durch Heiratspolitik mit der siamesischen Königsfamilie verbunden. Die Einflussnahme Bangkoks in interne Angelegenheiten blieb jedoch sporadisch. 1870 nahm der siamesische Reichsverweser Chaophraya Si Suriyawong allerdings maßgeblichen Einfluss auf die Thronfolge in Chiang Mai, indem er den Bangkok freundlicher gesinnten Chao Inthanon (oder Inthawichayanon) gegen seinen Bruder durchsetzte, der eigentlich der logische Nachfolger gewesen wäre.
Nach dem zweiten Anglo-Birmanischen Krieg von 1852/53 war Birma britische Kolonie geworden. Zunehmend betrachtete Großbritannien auch die Shan-Staaten und das angrenzende Chiang Mai als seine erweiterte Einflusssphäre. Lan Na war vor allem aufgrund der Teakholzgewinnung wirtschaftlich interessant. Am 17. Januar 1874 schlossen Siam und Großbritannien einen ersten Vertrag über Chiang Mai, in dem sich Bangkok verpflichtete, die Grenze zwischen Lan Na und Britisch-Birma zu sichern, und für die Einhaltung der Konzessionen an britische Teakhandelsgesellschaften garantierte. Dieser Vertrag war auch der Grund für die Entsendung eines Hochkommissars des siamesischen Königs nach Chiang Mai, der über die Einhaltung der Verpflichtungen wachen sollte. Bangkok intervenierte weiterhin nicht direkt in innere Angelegenheiten, verstand sich jedoch als oberste Kontrollinstanz. König Rama V. (Chulalongkorn) schrieb 1883 an seinen Hochkommissar Phraya Ratchasampharakon:

„Wir betrachten Chiang Mai noch nicht als eigentlichen Bestandteil unseres Königreichs; denn es ist bis jetzt noch ein Vasallenstaat [im Original: prathetsarat]. So planten wir auch nie die Entmachtung der herrschenden Dynastie und die Abschaffung des Status als Vasallenstaat. Wir möchten lediglich die wirkliche Macht ausüben.“

### Integration in den thailändischen Staat
Am 3. September 1883 schlossen Großbritannien und Siam einen zweiten Vertrag über Chiang Mai. Durch diesen wurde ein Konsulargericht geschaffen, das für Rechtsstreitigkeiten unter Beteiligung britischer Untertanen zuständig war, die auf dem Gebiet von Chiang Mai, Lampang und Lamphun Handel trieben. Diese wurden dadurch der einheimischen Rechtsprechung entzogen, was die Rechtssicherheit für sie erhöhte und ihre kaufmännische Tätigkeit erleichterte. Dem Konsulargericht stand ein britischer Vizekonsul in Chiang Mai vor, die übrigen Richter waren Thai. Infolge des Vertrages übernahm Siam die Justiz- und Finanzhoheit über den Norden. Dazu richtete es einen sechsköpfigen Ministerrat ein (eine Nachbildung des siamesischen Kabinetts), der zunächst neben (aber nicht anstelle) der traditionellen lokalen Herrscher regierte. Die sechs Minister waren nordthailändische Aristokraten, tatsächlich mächtiger waren aber ihre jeweils zugeordneten siamesischen „Stellvertreter“. Von Chiang Mai aus wurde die immer stärkere siamesische Einflussnahme auch auf die abgelegeneren Fürstentümer Phrae und Nan ausgedehnt. Die Herrschaft zentralthailändischer Eliten über das einst autonome Lan Na wird von manchen Autoren als „interner Kolonialismus“ bezeichnet.
Einen vorläufigen Abschluss fand die Integration des Nordens in den siamesischen Zentralstaat im Jahr 1899 mit der Schaffung des Monthon Phayap (bildungssprachlich für „Nordwest“, von Sanskrit vāyavya), einer dem Innenministerium in Bangkok unterstehenden und von einem Generalkommissar geleiteten Verwaltungseinheit, wie sie in den Jahren zuvor auch in allen anderen Teilen des siamesischen Herrschaftsbereichs errichtet worden waren. Es umfasste sieben Provinzen (thailändisch Changwat; Chiang Rai und Mae Hong Son wurden aus dem bisherigen Fürstentum Chiang Mai ausgegliedert, ansonsten entsprachen die Provinzen den traditionellen Fürstentümern). Der Titel des Fürsten von Chiang Mai hatte nur noch eine zeremonielle Bedeutung. Nach dem Tod von Fürst (Chao) Kaeo Nawarat im Jahre 1939 wurde er schließlich ganz abgeschafft.
Unter der Regierung von Phibunsongkhram wurde 1939 die Thematisierung von regionalen kulturellen oder ethnischen Unterschieden innerhalb Thailands untersagt. Die Bezeichnungen „Lan Na“ oder „Yuan“ (für seine Bevölkerung) durften nicht mehr verwendet werden. Thailand sollte national geeint und vereinheitlicht werden (Thaiisierung). 
Dennoch lassen sich bis heute sprachliche, kulturelle und auch politische Unterschiede zu Zentralthailand konstatieren. 6 Millionen Menschen in Nordthailand sprechen die Lanna-Sprache als Muttersprache. Etwa seit der Zeit des 700. Jubiläums der Stadtgründung von Chiang Mai im Jahr 1996 kann eine verstärkte Rückbesinnung auf die eigenständige kulturelle Tradition beobachtet werden. Die unter der Ägide des Militärs ausgearbeitete Verfassung wurde im Referendum 2007 in den ehemals zu Lan Na gehörigen Provinzen klar abgelehnt, während sie in Zentral- und Südthailand mit deutlicher Mehrheit angenommen wurde. Der in Chiang Mai geborene ehemalige Ministerpräsident Thaksin Shinawatra und seine Parteien haben hier, auch aus Gründen des Lokalpatriotismus, traditionell die höchsten Unterstützungsraten.

## Die Könige von Lan Na
Die Daten sind Regierungszeiten.
Mangrai-Dynastie
- Mangrai (Phaya Mangrai, Thai: พญามังราย) (regierte 1259–1317, 1296 Gründung Chiang Mais)
- Chai Songkhram (1317–1318)
- Saen Phu (1318–1319)
- Khruea (1319–1322)
- Nam Thuam (1322–1324)
- Saen Phu (2. Regierungszeit: 1324–1328)
- Kham Fu (1328–1336)
- Pha Yu (1336–1355)
- Kue Na (1355–1385)
- Saen Mueang Ma (1385–1401)
- Sam Fang Kaen (Phaya Sam Fang Kaen พญาสามฝั่งแกน) (1401–1441)
- Tilokarat (Phaya oder Phrachao Tilokarat พญาติโลกราช หรือ พระเจ้าติโลกราช) (1441–1487), „Goldenes Zeitalter Lan Nas“
- Yot Chiang Rai (Phrachao Yotchiangrai พระเจ้ายอดเชียงราย, auch Yot Mueang) (1487–1495)
- Phraya Kaeo oder Phra Mueang Kaeo(พระเมืองแก้ว) (1495–1526)
- Ket Chettharat (Ketklao) (1526–1538)
- Thao Chai (1538–1543)
- Ket Chettharat (Ketklao) (2. Regierungszeit: 1543–1545)
- Königin Chiraprapha (1545–1546)
- Setthathirat (1546–1551)
- Königin Chiraprapha (1551)
- Mekuti (1551–1564)
- Königin Wisutthi Thewi (1564–1578)
- Marionettenkönige unter burmesischer Besatzung

Fürsten oder Könige von Chiang Mai aus der Tipchang-Dynastie:
- König Kawila (Phaya Kawila พญากาวิละ)  (1775–1781 in Lampang, 1781–1813)
- Fürst Thamma Langka (1813–1821)
- Fürst Kham Fan (1821–1825)
- Fürst Phuttawong (1825–1846)
- König Mahottara Prathet (Mahawong) (1846–1854)
- König Kawilorot Suriyawong(1854–1870)
- König Inthawichayanon (Inthanon) (1870–1897)

Fürsten von Chiang Mai (rein zeremonieller Titel ohne politische Macht):
- Fürst Inthawarorot Suriyawong (1897–1911)
- Fürst Kaew Nawarat (In-Kaew) (1911–1939)

## Buddhistische Literatur Lan Nas
Buddhistische Mönche Lan Nas, insbesondere des 15. und 16. Jahrhunderts, schufen Literatur auf Pali. Ein Beweis für die Blütezeit des Theravada-Buddhismus und des Pali in Lan Na ist die Abhaltung des (nach Thai-Zählung achten) Buddhistischen Konzils (Pali Saṃgāyana) in Chiang Mai im Jahr B.E. 2020 (ca. 1477) unter König Tilokarat.
- Phra Phothirangsi Thera (พระโพธิรังสีเถระ, 15. Jh.) aus Chiang Mai verfasste im Zeitraum B.E. 1959–2060 (ca. 1407–1517) die Chamathewiwong-Chronik (Pali/Sanskrit Cāmadevīvaṃśa,[12] Thai พงศาวดาร จามเทวีวงศ์), und im geschätzten Zeitraum von B.E. 1985–2068 (ca. 1442–1525) die Sihinganithan (Pali Sihiṃganidāna, Thai สิหิงคนิทาน), die Geschichte einer wichtigen Buddhastatue bzw. ihres Weges von Sri Lanka ins heutige Thailand, auch durch Chiang Mai.
- Phra Yanakitti Thera (พระญาณกิตติเถระ, 15. Jh.) aus Chiang Mai lebte in einem Kloster nordwestlich von Chiang Mai und war der Lehrer von König Tilokarat. Man glaubt, dass er in der Zeit zwischen B.E. 1955–2024 (ca. 1412–1481) in Sri Lanka studiert hat. Nach dem buddhistischen Konzil in Chiang Mai verfasste er ausschließlich Werke auf Pali.
- Phra Sirimankhalachan (พระสิริมังคลาจารย์, Anfang 16. Jh.) schrieb die Vessantaradīpanī (เวสสันตรทีปนี), eine Erklärung zum Kommentar (Pali: atthakathā) des Vessantara-Jataka. Sein Werk Saṃkhyāpakāsakaṭīkā (สังขยาปกาสกฎีกา) ist ein Subkommentar (Pali ṭīkā) zum Saṃkhyāpakāsaka, das Phra Yanavilasa Thera (พระญาณวิลาสเถระ) verfasste. Das bekannteste Werk Phra Sirimankhalachans ist die Maṅgaladīpanī oder Maṅgalatthadīpanī (มังคลัตถทีปนี), eine Erklärung des Maṅgalasutta. Sie wurde mehrfach ins Thai übersetzt und gilt in der höheren monastischen Pali-Ausbildung in Thailand als Pflichtlektüre. Mit seinem Werk Cakkavāḷadīpanī (จักกวาฬทีปนี) beschreibt Phra Sirimankhalachan religiöse Vorstellungen des Universums.
- Phra (Siri) Rattanapanya Thera (พระ(สิริ)รัตนปัญญาเถระ, Anfang 16. Jh.) aus Chiang Rai, ein Zeitgenosse Phra Sirimankhalachans, stammte aus dem Geschlecht König Mangrais. Er lebte zunächst in einem Kloster in Chiang Rai und setzte später seine Studien in Chiang Mai im heutigen Wat Chet Yot fort. Er verfasste im Jahr B.E. 2078 (ca. 1535) ein Werk zum Abhidhamma, die Mātikatthasarūpa-Abhidhammasaṃgaṇī (มาติกัตถสรูปอภิธัมมสังคณี). Ein wichtiges Werk ist seine im Jahr B.E. 2060 (ca. 1517) begonnene Jinakalamali-Chronik, die er im Jahr B.E. 2071 (ca. 1528) vollendete. Sie liefert wichtige Hinweise für die Erforschung der Geschichte Nordthailands, da er u. a. Ereignisse in den heutigen Städten Chiang Saen, Chiang Rai, Lamphun und Chiang Mai beschreibt.
- Phra Phutthaphukam (พระพุทธพุกาม) und Phra Phutthayanachao (พระพุทธญานเจ้า) hinterließen ihre Namen am Ende des Werkes Munlasatsana (มูลศาสนา, Pali Mūlasāsana), in dem sie religionshistorische Ereignisse aus verschiedenen historischen Quellen zusammentrugen und weitere historische Daten hinzufügten.
- Phra Suwannarangsi Thera (พระสุวัณณรังสีเถระ) (Ende 16. Jh.) aus Chiang Mai wanderte später nach Vientiane im heutigen Laos aus und wurde dort Oberster Mönchspatriarch (พระสังฆราช). Im Jahr B.E. 2128 (etwa 1585) verfasste er den Subkommentar Ganthābharaṇaṭīkā (คันถาภรณฎีกา) zu dem burmesischen Werk Ganthābharaṇa. Später folgte die Pathommasamphothikatha (ปฐมสัมโพธิกถก, Pali Paṭhamasambodhigathā), die später dem obersten Mönchspatriarchen Siams Paramanuchit Chinorot (ปรมานุชิตชิโนรส, auch Prinz Wasukri) im Jahr 1845 als Vorlage für eine Thai-Fassung des Werkes diente.
- Eine Chronik namens Rattanaphimphawong (รัตนพิมพวงศ์, Sanskrit Ratnabimbavaṃśa) über die Errichtung des Phra Kaeo Morakot (พระแก้วมรกต) verfasste Phra Phrommaratchapanya (พระพรหมราชปัญญา).
- Phra Uttararam Thera (พระอุตตรารามเถระ) ist der Verfasser des Werkes Visuddhimaggadīpanī (วิสุทธิมัคคทีปนี), einer Erläuterung des Visuddhimagga von Buddhaghosa.